# Bob Spitz
Bob Spitz est un journaliste et auteur américain, surtout connu pour ses biographies de célébrités, dont la meilleure vente du York Times The Beatles: The Biography (en).
Les articles de Spitz paraissent régulièrement dans le The New York Times Magazine, GQ, Condé Nast Traveler (en), Men's Journal (en), In Style (en), Esquire et The Washington Post.

## Livres
- Dearie: The Remarkable Life of Julia Child[3].
- The Saucier's Apprentice: One Long Strange Trip through the Great Cooking Schools of Europe (W. W. Norton & Company, 2008)
- The Beatles: The Biography (Little, Brown and Company, 2005)
- Barefoot in Babylon: The Creation of the Woodstock Music Festival, 1969 (W. W. Norton & Company, 1989)
- Dylan: A Biography (McGraw-Hill, 1988)
- The Making of Superstars: Artists and Executives of the Rock Music Business (Anchor Press, 1978)
- Yeah! Yeah! Yeah!: The Beatles, Beatlemania, and the Music that Changed the World (Little, Brown and Company, 2007).